# Rencontres internationales de télévision de Reims
 (mars 2020).
Si vous disposez d'ouvrages ou d'articles de référence ou si vous connaissez des sites web de qualité traitant du thème abordé ici, merci de compléter l'article en donnant les références utiles à sa vérifiabilité et en les liant à la section « Notes et références ».
Les rencontres internationales de télévision (ou RITV) se déroulent tous les ans depuis 1988 à Reims, en mars. Il s'agit d'un festival d'œuvres de fiction destinées à la télévision (téléfilms, séries, etc.).
En 2008, les RITV ont lieu à la Comédie de Reims du 26 au 30 mars.

## Palmarès

### Prix d'interprétation féminine
- 1990 : Véronique Jannot pour Notre Juliette
- 1997 : Catherine Jacob pour Maintenant ou jamais
- 2004 : Caroline Paterson pour Rehab
- 2006 : Archie Panjabi pour Yasmin

### Prix d'interprétation masculine
- 1988 : Florent Pagny pour La nuit du coucou
- 1998 : Nicolas Vaude pour Les Moissons de l'océan
- 2004 : Daniel Mays pour Rehab
- 2006 : Julien Boisselier pour Des fleurs pour Algernon